# KAT5
KAT5 (англ. Lysine acetyltransferase 5) – білок, який кодується однойменним геном, розташованим у людей на короткому плечі 11-ї хромосоми. Довжина поліпептидного ланцюга білка становить 513 амінокислот, а молекулярна маса — 58 582.
| 10         |  | 20         |  | 30         |  | 40         |  | 50         |
| ---------- |  | ---------- |  | ---------- |  | ---------- |  | ---------- |
| MAEVGEIIEG |  | CRLPVLRRNQ |  | DNEDEWPLAE |  | ILSVKDISGR |  | KLFYVHYIDF |
| NKRLDEWVTH |  | ERLDLKKIQF |  | PKKEAKTPTK |  | NGLPGSRPGS |  | PEREVPASAQ |
| ASGKTLPIPV |  | QITLRFNLPK |  | EREAIPGGEP |  | DQPLSSSSCL |  | QPNHRSTKRK |
| VEVVSPATPV |  | PSETAPASVF |  | PQNGAARRAV |  | AAQPGRKRKS |  | NCLGTDEDSQ |
| DSSDGIPSAP |  | RMTGSLVSDR |  | SHDDIVTRMK |  | NIECIELGRH |  | RLKPWYFSPY |
| PQELTTLPVL |  | YLCEFCLKYG |  | RSLKCLQRHL |  | TKCDLRHPPG |  | NEIYRKGTIS |
| FFEIDGRKNK |  | SYSQNLCLLA |  | KCFLDHKTLY |  | YDTDPFLFYV |  | MTEYDCKGFH |
| IVGYFSKEKE |  | STEDYNVACI |  | LTLPPYQRRG |  | YGKLLIEFSY |  | ELSKVEGKTG |
| TPEKPLSDLG |  | LLSYRSYWSQ |  | TILEILMGLK |  | SESGERPQIT |  | INEISEITSI |
| KKEDVISTLQ |  | YLNLINYYKG |  | QYILTLSEDI |  | VDGHERAMLK |  | RLLRIDSKCL |
| HFTPKDWSKR |  | GKW        |  |            |  |            |  |            |

A: Аланін

C: Цистеїн

D: Аспарагінова кислота

E: Глутамінова кислота

F: Фенілаланін

G: Гліцин

H: Гістидин

I: Ізолейцин

K: Лізин

L: Лейцин

M: Метіонін

N: Аспарагін

P: Пролін

Q: Глутамін

R: Аргінін

S: Серин

T: Треонін

V: Валін

W: Триптофан

Кодований геном білок за функціями належить до трансфераз, активаторів, ацилтрансфераз, регуляторів хроматину, фосфопротеїнів. 
Задіяний у таких біологічних процесах, як взаємодія хазяїн-вірус, транскрипція, регуляція транскрипції, регуляція росту, ацетилювання, альтернативний сплайсинг. 
Білок має сайт для зв'язування з іонами металів, іоном цинку. 
Локалізований у цитоплазмі, ядрі.